# Bezirksrabbinat Karlsruhe
Das Bezirksrabbinat Karlsruhe entstand 1827 in Karlsruhe in Baden und war eines von 15 Bezirksrabbinaten, die auch als Bezirkssynagogen bezeichnet wurden. 1885 wurde das Bezirksrabbinat Karlsruhe aufgelöst und seine Gemeinden den benachbarten Bezirksrabbinaten zugeteilt.
Die Bezirksrabbinate waren dem Oberrat der Israeliten Badens unmittelbar unterstellt. Vorsteher waren der Bezirksrabbiner und der Bezirksälteste. In Angelegenheiten des Rabbinatsbezirks mussten einmal jährlich alle Ortsältesten gehört werden. Der Bezirksrabbiner führte den Vorsitz.

## Aufgaben
Die Aufgaben umfassten den Vollzug der landesherrlichen Verordnungen, die Verkündigung und den Vollzug der Verordnungen der Oberkirchenbehörde, Beratungen über Schulangelegenheiten, die Verwaltung von Stiftungen und die Verteilung von Almosen. Zur Finanzierung der Bezirksrabbinate wurden Umlagen von den einzelnen jüdischen Gemeinden bezahlt.

## Gemeinden des Rabbinatsbezirks
- Jüdische Gemeinde Durlach (ab 1885 zu Bezirksrabbinat Bühl)
- Jüdische Gemeinde Ettlingen (ab 1885 zu Bezirksrabbinat Bühl)
- Jüdische Gemeinde Graben (ab 1885 zu Bezirksrabbinat Bruchsal)
- Jüdische Gemeinde Grötzingen (ab 1885 zu Bezirksrabbinat Bretten)
- Jüdische Gemeinde Karlsruhe (ab 1885 zu Stadtrabbinat Karlsruhe)
- Jüdische Gemeinde Königsbach (Königsbach-Stein) (ab 1885 zu Bezirksrabbinat Bretten)
- Jüdische Gemeinde Liedolsheim
- Jüdische Gemeinde Malsch (Landkreis Karlsruhe) (ab 1885 zu Bezirksrabbinat Bühl)
- Jüdische Gemeinde Pforzheim (ab 1885 zu Stadtrabbinat Karlsruhe)
- Jüdische Gemeinde Weingarten (Baden) (ab 1885 zu Bezirksrabbinat Bruchsal)

## Bezirksrabbiner
Die Literatur unterscheidet nicht klar, welche Rabbiner Stadtrabbiner in Karlsruhe waren und wer als Bezirksrabbiner tätig war.